# Marianne von Weizsäcker
Marianne Viktoria Armgard Hélène Doria von Kretschmann épouse von Weizsäcker, née le 17 mai 1932 à Essen, est une personnalité féminine allemande, sixième Première dame d'Allemagne depuis la fondation de la RFA, entre 1984 et 1994.

## Biographie
La mère de Marianne von Kretschmann, Asma, est la fille adoptive du banquier et industriel Fritz von Waldthausen. 
Elle épouse l'homme politique Richard von Weizsäcker en 1953. Son mari est Bourgmestre-gouverneur de Berlin (Berlin-Ouest) de 1981 à 1984, date à laquelle il est élu président fédéral. Il est réélu pour un second mandat en 1989.
De ce mariage, naîtront quatre enfants :
- Robert Klaus von Weizsäcker (né en 1954), professeur d'économie ;
- Andreas von Weizsäcker (1956–2008), sculpteur et professeur ;
- Marianne Beatrice von Weizsäcker (née en 1958), journaliste ;
- Fritz Eckhart von Weizsäcker (1960-2019, mort assassiné), médecin.

Elle est la présidente de plusieurs organisations caritatives, dont la Müttergenesungswerk.